# Vuelo 1344 de Air India Express
El Vuelo 1344 de Air India Express era un vuelo programado desde el Aeropuerto Internacional de Dubái al Aeropuerto Internacional de Kozhikode, Kerala, India. El 7 de agosto de 2020, la aeronave que operaba el vuelo, un Boeing 737-8NG, se estrelló tras derrapar fuera de la pista. Después de que la aeronave salió de la pista, cayó en un valle más allá de la pista, rompiéndose en varios pedazos. De los 184 pasajeros y 6 tripulantes a bordo de la aeronave, los dos pilotos y 19 pasajeros murieron.

## Aeronave

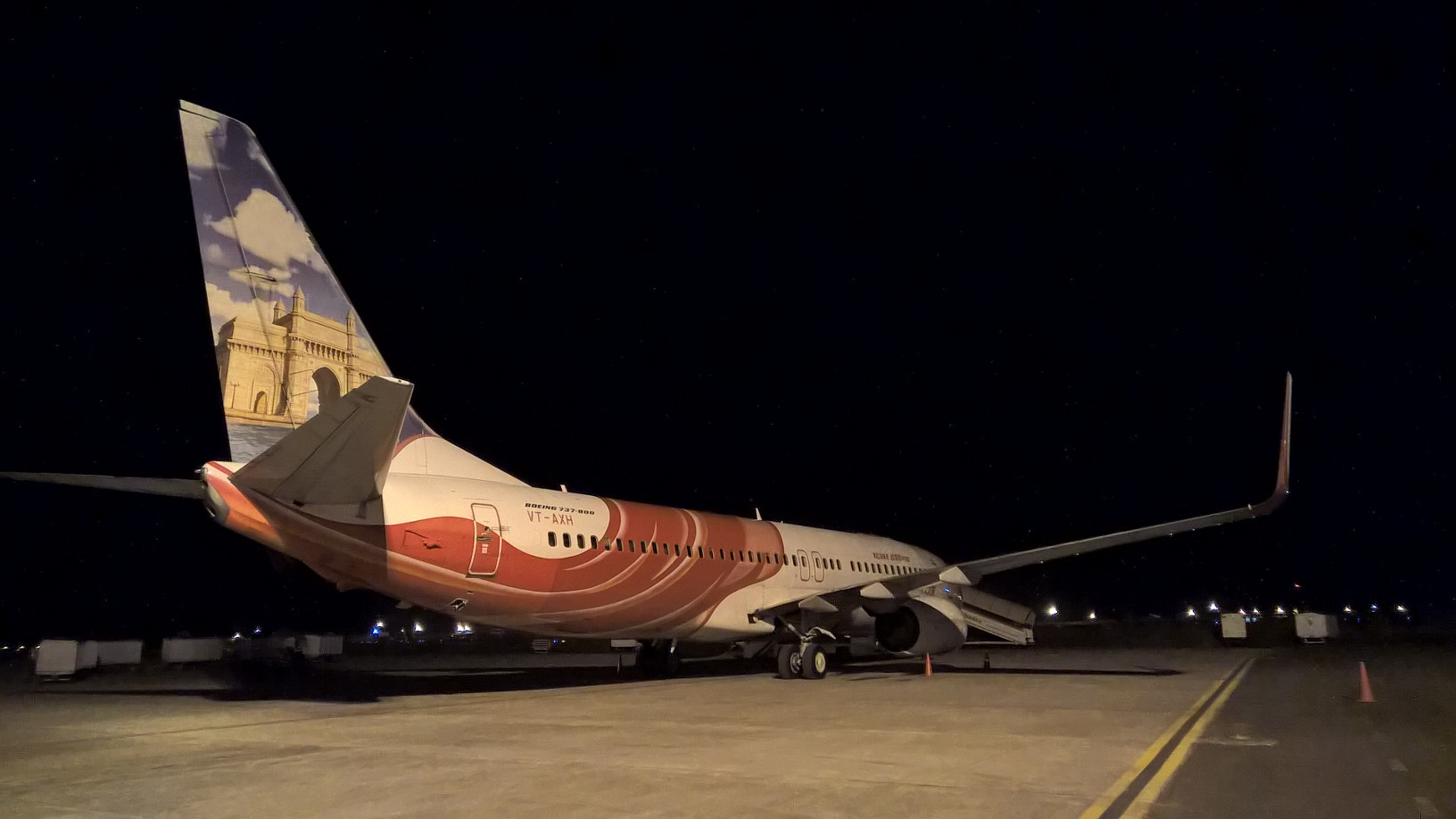
La aeronave accidentada, fotografiada en 2016.

El accidente involucró a un Boeing 737-8NG con matrícula de aeronave VT-AXH y número de serie del fabricante 36323, número de línea 2108. Voló por primera vez el 15 de noviembre de 2006. La aeronave fue comandada por el capitán Wing Commander Captain DV Sathe, que fue piloto de pruebas de la Fuerza Aérea India antes de unirse a Air India.

### Tripulación y pasajeros
Había 184 pasajeros, incluidos 10 niños, y seis miembros de la tripulación, incluidos dos pilotos, a bordo.
Aparte de los seis miembros de la tripulación, había un total de 184 pasajeros a bordo en el momento del accidente. En total 21 personas murieron y otras 167 resultaron heridas.

## Accidente
El avión despegó del Aeropuerto Internacional de Dubái el 7 de agosto de 2020, a las 18:14 hora local (7 de agosto de 2020, 1:14 p. m. UTC) y estaba programado para llegar al Aeropuerto Internacional de Kozhikode, Kerala a las 19:40. Era un vuelo de repatriación para indios que habían quedado varados en el extranjero debido a la pandemia de COVID-19.
La aeronave logró llegar al aeropuerto a tiempo. La aproximación fue por la pista 28, pero abortó dos aterrizajes debido al viento de cola y dio vueltas sobre la pista mientras esperaba la autorización antes de aterrizar en la pista 10. Debido al monzón y las inundaciones en Kerala en ese momento, las inclemencias del tiempo redujeron la visibilidad en el momento del aterrizaje a 2.000 metros. La pista 28 estaba en uso y en el primer intento de aterrizaje, el piloto no pudo avistar la pista y solicitó la pista 10. En el segundo intento en la pista 10, la aeronave aterrizó cerca de la calle de rodaje C, que tiene aproximadamente 1.000 m (3.300 pies) desde el comienzo de la pista de 2.860 m (9.380 pies). La aeronave no se detuvo antes del final de la pista de aterrizaje y se hundió de 9 a 10,5 m (30 a 35 pies) en un desfiladero, dividiéndose en dos secciones tras el impacto. No se informó de ningún incendio posterior al accidente.

## Investigación
La Dirección General de Aviación Civil (DGCA), la Oficina de Investigación de Accidentes de Aeronave (AAIB) y los Departamentos de Seguridad de Vuelo están investigando el accidente. La grabadora de voz de la cabina de vuelo y la grabadora de datos de vuelo se recuperaron al día siguiente y se enviaron a Delhi para su análisis. Es probable que Boeing envíe a su equipo de investigación para examinar los restos de la aeronave en busca de defectos y ayudar a la investigación. El equipo de AAIB en Kozhikode está investigando el incidente con la ayuda de funcionarios de la Dirección de Aeropuertos de la India, control de tráfico aéreo, personal de tierra, CISF, el equipo de bomberos y el equipo de rescate. Ha encontrado evidencia de anegamiento de la pista en el momento del aterrizaje. También está verificando si el controlador aéreo estaba al tanto del encharcamiento y si los pilotos se adhirieron a las reglas. Se espera que el informe de investigación preliminar esté listo para el 16 de agosto. La AAIB creó otro comité de cinco miembros el 13 de agosto para investigar el incidente. Estará dirigido por el Capitán SS Chahar, ex examinador designado en el Boeing 737 Next Generation. El informe final se presentará en cinco meses. El comité también proporcionará recomendaciones para evitar tales accidentes en el futuro.
Los hallazgos iniciales sugieren que en el momento del aterrizaje, el viento de cola rondaba los 9 nudos (17 km/h). La aeronave estaba a 176 nudos (326 km/h) a una altitud de aproximadamente 450 pies (140 m) sobre la superficie de la pista 10, lo que no se considera ideal para finales cortas en condiciones climáticas adversas. Se encontró que el acelerador estaba en una posición completamente hacia adelante (posición de despegue o de ida y vuelta) y los spoilers se retrajeron de la posición de la palanca del freno de velocidad, lo que indica que los pilotos podrían haber intentado dar una vuelta. Se cree que el viento de cola, los depósitos de caucho y la pista mojada que afectan el rendimiento de frenado de la aeronave son factores que contribuyeron al accidente. El ministro de Aviación Civil, Hardeep Puri, en una conferencia de prensa en Kozhikode el 8 de agosto, dijo que había suficiente combustible a bordo para que la aeronave volara a un aeropuerto de desvío. La posibilidad de error del piloto, como causa del accidente, fue sugerida por Arun Kumar de la DGCA. La tripulación no dio la alarma debido a las condiciones meteorológicas y no optó por desviar, aunque deberían haber tenido suficiente combustible.